# ایلیاچوو
ایلیاچوو (انگلیسی: Ilyachevo) یک شهرک در شهرستان خایبولینسکی استان باشقیرستان کشور روسیه است.